# Mammillaria vetula
Mammillaria vetula ist eine Pflanzenart aus der Gattung Mammillaria in der Familie der Kakteengewächse (Cactaceae). Das Artepitheton vetula bedeutet ‚ältlich‘.

## Beschreibung
Mammillaria vetula wächst reichlich sprossend und bildet flache Polster. Die kugelförmigen bis zylindrischen Triebe sind glänzend graugrün und erreichen Wuchshöhen von bis zu 10 Zentimetern. Die Warzen enthalten keinen Milchsaft, sind fest bis leicht schlaff, stumpf konisch und an der Basis vierseitig. Die Axillen sind leicht bewollt oder kahl. Die 1 bis 2 Mitteldornen, die auch fehlen können, sind gerade, kräftig und nadelig. Sie werden bis 10 Millimeter lang. Es sind anfangs 11 bis 25, später dann bis zu 50 oder 11 bis 16 Randdornen vorhanden. Sie sind gerade, nadelartig, dünn und weiß und werden 3 bis 10 Millimeter lang.
Die zitronengelben Blüten sind bis zu 17 Millimeter lang. Die Früchte sind weißlich bis grünlich und enthalten schwarze Samen.

## Verbreitung, Systematik und Gefährdung
Mammillaria vetula ist in den mexikanischen Bundesstaaten Hidalgo, Guanajuato und Querétaro verbreitet.
Die Erstbeschreibung erfolgte 1832 durch Carl Friedrich Philipp von Martius. Nomenklatorische Synonyme sind Cactus vetulus (Mart.) Kuntze (1891), Neomammillaria vetula (Mart.) Britton & Rose (1923), Chilita vetula (Mart.) Orcutt (1926) und Escobariopsis vetula (Mart.) Doweld (2000).
Es werden folgende Unterarten unterschieden:
- Mammillaria vetula subsp. vetula:
Die Nominatform hat meist 1 bis 2 Mitteldornen sowie mindestens 25 Randdornen. Die Blüten sind bis zu 1,5 Zentimeter lang.
- Mammillaria vetula subsp. gracilis (Pfeiff.) D.R.Hunt:
Die Erstbeschreibung erfolgte 1838 als Mammillaria gracilis durch Ludwig Georg Karl Pfeiffer.[2] David Richard Hunt stellte die Art 1997 als Unterart zu Mammillaria vetula.[3] Bei der Unterart fehlt häufig der Mitteldorn. 11 bis 16 Randdornen sind vorhanden. Die Blüten sind nur 1,2 Zentimeter lang. Die Unterart ist in Kultur sehr verbreitet.

In der Roten Liste gefährdeter Arten der IUCN wird die Art als „Least Concern (LC)“, d. h. als nicht gefährdet geführt.

## Nachweise